# Christian Janeczek
Christian Janeczek (* 3. März 1976 in Altdöbern) ist ein deutscher Rechtsanwalt und Herausgeber.

## Werdegang
Nach seinem Studium (1996–2000) und der Referendarzeit (2001–2003) in Dresden wurde Janeczek im Bereich des Verkehrsrechts und Strafrechts tätig.
Janeczek wurde Seniorpartner der Rechtsanwaltskanzlei Roth und Partner in Dresden und Freital.
Im Deutschen Anwaltverein ist Janeczek Mitglied des Verkehrsrechtsausschusses und ständiger Referent der ARGE Verkehrsrecht, dort Mitglied im Geschäftsführenden Ausschuss sowie Regionalbeauftragter für den Oberlandesgerichtsbezirk Dresden.

## Autor, Chefredakteur, Herausgeber
Er ist Herausgeber und Autor verschiedener verkehrsrechtlicher Werke und Chefredakteur des Verkehrsanwalts, dem Mitgliedsheft der Arbeitsgemeinschaft Verkehrsrecht. Zudem ist er Mitherausgeber der Zeitschrift für Schadensrecht und Autor einiger dort veröffentlichter Beiträge.

## Werke (Auswahl)
- FormularBibliothek Zivilprozess, Verkehr, Schaden, Versicherung, Nomos, drei Auflagen, ISBN 978-3-8487-1994-5.